# (874) Rotraut
Pour les articles homonymes, voir Rotraut.
(874) Rotraut est un astéroïde de la ceinture principale découvert le 25 mai 1917 par l'astronome allemand Max Wolf. Sa désignation provisoire était 1917 CC.
Le nom est probablement dérivé du titre du poème Schön Rotraut d’Eduard Mörike.